# Aleksei Buldakov
Aleksei Ivànovitx Buldakov (en rus: Алексе́й Ива́нович Булдако́в; Krai de l'Altai, 26 de març de 1951 - Ulaanbaatar, 3 d'abril de 2019) fou un actor de cinema rus.

## Filmografia seleccionada
- Moonzund
- The Guard
- Shirli-Myrli
- Peculiarities of the National Hunting
- Peculiarities of the National Fishing